# Hamtaro
Hamtaro (japanska: とっとこハム太郎) är en japansk-amerikansk tecknad serie om en liten hamster med samma namn. Serien är baserad på en manga/bilderbok-serie av Kawai Ritsuko. Hamtaro finns även som spelserie.
TV-serien sändes av TV Tokyo mellan 7 juli 2000 och 31 mars 2006 i 296 stycken 25 minuters-avsnitt.

## Handling
Hamtaros ägare Laura har flyttat till en stad där Hamtaro inte känner någon annan än Laura och familjen. En dag hittar Hamtaro ett hål som han slinker igenom och kommer ut i trädgården. Där träffar han Oxnard som ägs av Lauras nya vän Anna. Oxnard tycker om solrosfrön. När Hamtaro först träffar Oxnard är denne ledsen, och springer runt i buskarna för att leta efter ett solrosfrö han just tappat bort. Den vilda hamstern Boss, som lever under marken, är Hamtaros andra kamrat.
Boss är förälskad i den söta franska hamstern Bijou, som också precis har flyttat in i staden. Boss presenterar Hamtaro och Oxnard för sina vänner, Howdy, Dexter, Pashmina och Penelope. Både Dexter och Howdy är kära i Pashmina, vilket leder till konflikt mellan dem. Penelope och Pashmina är sedan länge vänner.
Alla hamstrar hjälper Boss att städa och göra hans hus till ett klubbhus för hamstrar världen över. Redan nästa dag kommer tre nya hamstrar till klubben, bland dem Maxwell som älskar att studera, och Cappy med sin gröna mössa. Vännerna finner hamstern Cappy under en röd kastrull. Han tycker om att hitta nya mössor och snygga gömställen. Den tredje av de nya klubbmedlemmarna är duktig på gymnastik och heter Sandy. Sandy har även en bror som heter Stan.
Den svenska rösten till Hamtaro görs av Maria Rydberg.[källa behövs]